# Ruta 22 (Uruguai)
A Ruta 22 é uma rodovia nacional do Uruguai, cujo percurso se desenvolve completamente no departamento de  Colônia.

## Trajeto
Esta estrada percorre a zona sudoeste do departamento de Colônia, no sentido sudeste-noroeste, tendo seu começo na Ruta 1 (km 149) e finalizando na Ruta 21 (km 208), junto ao arroio Miguelete. Ela passa pela cidade de Tarariras e serve de acesso às localidades de Artilleros e Paso Antolín.
- km 0: Ruta 1.
- km 2: Artilleros.
- km 14 a 17: planta urbana de Tarariras.
- km 32.5: Paso Antolín e junção com a ruta 83.
- km 33: río San Juan.
- km 39: junção com a Ruta 106
- km 42.2: junção com a Ruta 21